# William Gear
William Gear, né en 1915 dans le Fife et mort en 1997, est un peintre écossais.

## Biographie
William Gear naît en 1915 dans le Fife en Écosse. Il étudie les Beaux-Arts au Edinburgh College of Art de 1932 à 1936 et l'Histoire de l'Art à l'Université d'Edimbourg en 1937, puis il obtient une bourse de voyage pour étudier à Paris avec Fernand Léger dans son Académie Moderne en 1937-1938.
Il meurt en 1997.